# Avotrichodactylus constrictus
Avotrichodactylus constrictus is een krabbensoort uit de familie van de Trichodactylidae. De wetenschappelijke naam van de soort is voor het eerst geldig gepubliceerd in 1911 door Pearse.